# SNW-анализ

Пример SNW анализа

SNW-анализ (акроним от англ. Strength, Neutral, Weakness) — это анализ сильных, нейтральных и слабых сторон организации. Как показала практика, в ситуации стратегического анализа внутренней среды организации в качестве нейтральной позиции лучше всего фиксировать среднерыночное состояние для данной ситуации.

## Элементы внутренней среды для SNW анализа
- Общая стратегия
- Бизнес стратегии
- Оргструктура
- Финансы
- Конкурентность продуктов
- Дистрибуция
- Информационные технологии
- Лидерство
- Уровень производства
- Уровень маркетинга
- Торговая марка
- Персонал
- Репутация на рынке
- Отношения с Органами государственной власти
- Инновации
- Послепродажное обслуживание
- Степень вертикальной интеграции
- Корпоративная культура
- Стратегические альянсы